# Foz do Iguaçu
Foz do Iguaçu là một đô thị thuộc bang Paraná, Brasil. Đô thị này có diện tích 617,7 km², dân số năm 2007 là 309113 người, mật độ 500,4 người/km².